# Dorobaea
Dorobaea é um género botânico pertencente à família Asteraceae.